# 蒋维平
蒋维平（1878年—1964年7月12日），原名蒋顺发，别名姬宾礼，祖籍天津，后至北京房山石楼村。中国人民解放军军官。

## 生平

### 民国时期
19岁投到清朝李鸿章部下，当过勤务员、班长、教官。1912年7月，他来到袁世凯部下，从军8年，当过连长、副团长，后因怒打一个暴虐成习的骑兵团长，被开除军籍。后回到石楼村学医务农。1935年春，蒋维平去通州潞河中学教会，遇到了地下党员李向前，萌发了革命思想。
1937年9月，日军侵入石楼、二站等村庄，制造了二站教堂惨案。教堂神父被杀后，蒋维平挺身而出，自任神父，建立难民收容所，组织难民自救。后地方武装首领胡振海派人把蒋维平抢到娄子水村，因为知道蒋维平是外科医生，让其充当军医。蒋维平看到胡振海的队伍纪律松散，决心离开。几天后，他携家眷到霞云岭乡的杏黄村避难。
1938年3月，中共房涞涿联合县游击支队长包森到南窖开辟抗日根据地。蒋维平得知这一情况后，让女儿蒋淑环写了份申请书，写道：“为抗日救国，我愿参加八路军。”他把申请书揣在棉袄大襟的里层，弃家携义子蒋志刚，冲破日伪军的封锁找到包森参加革命。5月，加入中国共产党。之后，他开始在南窖包森支队卫生院当院长，后到抗日救国会工作，曾任房良联合县九区救国会主任。同年10月，他随部队奔赴延安，到陕甘宁边区120师三五九旅随军行医。
1940年3月，蒋维平随部队驻防在陕西省米脂县，为解决边区缺医少药问题，他到处收集民间药方，跟当地群众一道，爬山涉水到深山老林中采集中草药。他钻研医学，研究配制药品，曾为李鼎铭治好过病，为很多八路军战士和当地群众治病，深受战士和群众的欢迎。1942年，蒋维平积极响应毛泽东关于“自己动手，丰衣足食”的号召，前往南泥湾、九龙泉开荒种地。1943年10月，蒋维平被任命为三五九旅七一九团农场场长。经过一年的苦心经营，上交余粮4800石。1944年，蒋维平被评为陕甘宁边区劳动英雄和模范工作者，参加了延安的群英会，受到嘉奖。

### 共和国时期
中华人民共和国成立后，担任中国人民解放军第258医院副院长。1954年，八一电影制片厂拍摄《老英雄蒋维平》纪录片。1955年，授予少校军衔，1960年晋升中校军衔。1964年7月12日，蒋维平因积劳成疾，医治无效，在张家口251医院逝世，享年86岁，安葬在察哈尔烈士陵园（后张家口市烈士陵园）。北京市房山区石楼镇石楼村建有老英雄蒋维平烈士陵园，为纪念蒋维平而修建。

## 相关
- 老英雄蒋维平烈士陵园